# Chomérac
Chomérac (okzitanisch: Chaumeirac) ist eine französische Gemeinde mit 3.094 Einwohnern (Stand: 1. Januar 2022) im Département Ardèche in der Region Auvergne-Rhône-Alpes; sie gehört zum Arrondissement Privas und zum Kanton Privas. Die Bewohner werden Choméracois(es) genannt.

## Geographie
Chomérac liegt am Fluss Payre. Umgeben wird Chomérac von den Nachbargemeinden Flaviac im Norden, Saint-Julien-en-Saint-Alban im Nordosten, Saint-Symphorien-sous-Chomérac im Osten, Saint-Lager-Bressac im Südosten, Saint-Bauzile im Süden, Rochessauve im Südwesten, Alissas im Westen sowie Coux im Nordwesten.

## Bevölkerungsentwicklung
| Jahr                       | 1962 | 1968 | 1975 | 1982 | 1990 | 1999 | 2006 | 2012 | 2018 |
| Einwohner                  | 1550 | 1702 | 1686 | 1986 | 2306 | 2450 | 2689 | 2938 | 3020 |
| Quellen: Cassini und INSEE |      |      |      |      |      |      |      |      |      |

## Sehenswürdigkeiten
- Donjon der Burgruinen von Chomérac, Burg während der Religionskriege zerstört
- Schloss Le Bijou, im 17. Jahrhundert erbaut
- Schloss Le Bois
- Schloss Mauras
- Aquädukt von La Neuve, modernes Wasserleitungssystem
- Höhle von Tourange